# ウルトラマン フュージョンファイト!
『ウルトラマン フュージョンファイト!』は、ウルトラシリーズを題材としているデータカードダス。2016年7月28日から2023年6月30日まで稼動していた。

## 概要
『大怪獣バトル ULTRA MONSTERS』『大怪獣ラッシュ ウルトラフロンティア』に続くウルトラシリーズを題材としたデータカードダス第3弾で、2016年放送の『ウルトラマンオーブ』とその派生作品、および2017年放送の『ウルトラマンゼロ THE CHRONICLE』と連動した内容となっている。筐体は『アイカツ!』で使用されたスピーカー拡張ユニット搭載タイプのデータカードダスNEOを使用している。
特徴として『ICカードダス』でも用いられたNFCチップを「オーブクリスタル」として一部カードに内蔵したことで、ICカードのような別途に記録媒体を使用せず直接カードに記録できるようになっている。またオーブ本編同様に2枚のカードによって戦士同士を融合（フュージョンアップ）させることができる。
2017年7月6日より『ウルトラマンジード』と連動した新シリーズ『カプセルユーゴー』へ移行。ナンバリングを一新し、『ジード』の玩具であるウルトラカプセルと連動する。このウルトラカプセルにもNFCチップが内蔵されており、経験値を記録してカードを強化することができる（ただし強化は新登場のカード限定でオーブクリスタル対応カードとは重複しない）。代わりにオーブクリスタル対応カードは廃止されたが、互換性は維持している。
2018年7月12日より『ウルトラマンR/B』と連動した新シリーズ『ルーブノキズナ』へ移行。ナンバリングを一新し、メインキャラ2人を同時に操作するタッグバトル形式となった。これまでの成長要素は廃止されたが、カードそのものの互換性は（多少制約こそあるものの）維持しており、ウルトラカプセルも使用可能。
2019年7月11日より『ウルトラマンタイガ』と連動した新シリーズ『バディチェンジ』へ移行。
2020年6月25日より『ウルトラマンZ』と連動した新シリーズ『ゼットヒート』へ移行。ウルトラカプセルとの連動を廃止し、新たに『Z』の玩具であるウルトラアクセスカードやウルトラメダルと連動する。
2021年7月15日より『ウルトラマントリガー NEW GENERATION TIGA』と連動した新シリーズ『BEYOND GENERATIONS』へ移行。
2022年7月7日より『ウルトラマンデッカー』と連動した新シリーズ『ウルトラディメンション』へ移行。
2023年3月稼働の「ウルトラディメンション3弾」を最終弾として順次サービスを終了した。なお、中国では日本でのサービス終了以降も新シリーズに移行して稼働を続けているが、「奥特曼光辉共斗（ウルトラマンシャイニングユナイト ）」に順次リニューアルしている。

## 遊び方 (ルーブノキズナ1弾～最終弾)
- 100円を入れ「ゲームをあそぶ」か「カードをかう」を選択。いずれでも最大9枚の連続購入が可能（以降は「ゲームをあそぶ」を選んだ場合について説明）。
- カードを4枚スキャンする。最初の2枚が「バトルキャラクター」となり、残り2枚は「アシストキャラクター」となる。キャラクター同士の相性がいいと、「キズナボーナス」としてステータスに補正が入る。なお、ウルトラカプセルを使用する際はこの時にスキャンすることが可能。
  - キャラクターが2人描かれた「キズナカード」を使えば1枚でバトルキャラ2人を揃えられるが、アシストキャラ2人を「キズナカード」1枚で揃えることはできない。
- ミッションを選択しバトル開始（ウルトラ戦士同士の対戦の場合はトックンとなる）。
  - 「キミのコウゲキ」時は、相手が向かっていくバトルキャラを緑・黄ボタンで選ぶと攻撃が成功する。攻撃を成功させる度に相手はフラストレーションを溜めていき、怒り出す（相手がウルトラ戦士の場合は闘志を燃やしていき、本気を出す）と相手がバトルキャラのどちらに向かうのかわかりにくくなる。この状態は、一定の条件を満たすと元に戻る。
    - 「キズナゲージ」が溜まると赤ボタンで「キズナコンビネーション」を発動でき、指定されたボタン押しに成功すれば大ダメージを与えられる。
    - 「ヒッサツゲージ」が溜まるとその時点で必殺技「キズナヒッサツワザ」を発動する。相手のタイリョクがゼロになる（あるいは必殺技使用でタイリョクゼロが確定する）と、ラストアタックとなりゲージの溜まり具合に関係なく必殺技でフィニッシュを決める。なお、キャラクターの組み合わせによっては専用の合体必殺技が発動する。

  - 「アイテのコウゲキ」時は、ボウギョマークのタイミング押しで防御（ダメージ軽減）する。相手が必殺技を発動した際は、ボタン連打でシールドを完成させて防御する。ただしいずれもダメージをゼロにすることはできないため、タイリョクゼロが確定する状態で攻撃を受けると防御は必ず失敗する。

### ルーブノキズナ1弾以前の遊び方
- 100円を入れ「ゲームをあそぶ」か「カードをかう」を選択。あそぶでは最大3枚、かうでは最大9枚の連続購入が可能（以降は「ゲームをあそぶ」を選んだ場合について説明）。
- カードを2枚スキャンして所定のカード置場に置く。フュージョンアップできる組み合わせの場合は「フュージョンアップしてファイト」でフュージョンアップが可能。
  - 事前に1枚目のカードを「DXオーブリング」でリードした場合は、バトル開始直後に「ヒッサツワザチャージ」され、後述の「ヒッサツワザゲージ」がある程度溜まった状態でバトルを始められる。チャージ発動はリード後の1回のみで、再度効果を得るにはオーブリングでリードしなければならない。
  - フュージョンアップしなかった場合は2枚目が「サポート」キャラとなり、経験値も記録される（カプセルユーゴー1弾からは記録できなくなった）。
  - フュージョンアップした場合は、更に「サポート」キャラとなる3枚目をスキャンする。ただし3枚目はオーブクリスタルによる記録はされない。
- ミッションを選択しバトル開始（ウルトラ戦士同士の対戦の場合はトックンとなる）。
  - 「キミのコウゲキ」時は、「パンチ（赤）」「キック（緑）」「コウセン（黄）」の3つのボタンを選び攻撃。マークが大きいものはラッシュ（3回連続攻撃）できる。第4弾からはランダムで「ウルトラッシュ」が発動し、指定されたボタン押しに成功すれば相手が一時的に気絶し、ゲージの許す限り連続攻撃ができる。
    - 「ヒッサツワザゲージ」が溜まると通常攻撃終了後に必殺技を使用する。相手のタイリョクがゼロになる（あるいは必殺技使用でタイリョクゼロが確定する）と、ラストアタックとなりゲージの溜まり具合に関係なく必殺技でフィニッシュを決める。

  - 「アイテのコウゲキ」時は、ボウギョマークのタイミング押しで防御（ダメージ軽減）する。第2弾からは相手の必殺技も防御できるようになった。ただしいずれもダメージをゼロにすることはできないため、タイリョクゼロが確定する状態で攻撃を受けると防御は必ず失敗する（通常攻撃のみ「みがわりボウギョ」を使えば防御可能）。
  - 「サポートゲージ」が溜まると攻撃時の「コンビネーションアタック」「連続ヒッサツワザ」、防御時の「みがわりボウギョ」が発動可能になる。当初はランダムだったが、第2弾からは任意で発動可能になった。
- バトル終了後、オーブクリスタル対応カードの場合は経験値（バトルポイント/ファイトポイント）が入り、能力の解放や新しいミッションが選択可能になる。ただし、Lv.4/9/14/19/24/29になると「レベルアップチャレンジ」をクリアしないとレベルアップしない。最大レベルは第1弾で10、第2弾でLv.12、第3弾でLv.15、第4弾でLv.20、第5弾でLv.25、第6弾でLv.30。ウルトラカプセルの場合も同様だが、詳細は後述。

## カードの見方
タイリョク・コウゲキ・ハヤサ・ヒッサツワザ
ヒッサツワザは技名が併記されている。オーブクリスタル対応カードの場合はステータスの伸びしろも記載されている。
属性
表面の下に書かれた漢字のアイコンで、多数存在するが効果は赤、水色、黄、緑、青、紫、白の7色によって区別されている。フュージョンアップやフュージョンライズによって属性が変わる場合もある。
パートナー
裏面の右上に記載。組み合わせてフュージョンアップできるキャラクター、ルーブノキズナ1弾以降のカードではキズナボーナスが出る相手を示す。ただし、ここに記載されている相手でなければフュージョンアップやキズナボーナスができないというわけではない。
オーブクリスタル
裏面に記載されており、NFCチップ内蔵カードであることを示す。カードの経験値が記録され、レベルに応じたミッションや能力が解放される。ただし従来のデータカードダスと異なりプレイヤーの個人データは記録されない。
オーブクリスタル対応カードの場合、以下のデータが記録される。これらは筐体にて無料で確認できる。ルーブノキズナ1弾からは成長要素が廃止された関係で以下のデータは反映されなくなったが、常にステータスが最高に成長した状態で使用できるようになった。
ジュクレンド
各ステータスに対応するコマンドごとに割り振られ、ファイトポイントを貯めることで上昇し対応するステータスをより強化できる。
オーブスキル
カードが一定のレベルに達するとランダムに習得する特殊能力。2つまで習得可能で、同じスキルを2つ習得することはできない。一部最初から持っているカードもある。
ショウゴウ
第2弾より実装。スペシャルミッションクリア後に与えられる称号。ミッションクリア状況は1枚目のカードに記録される。
アイテム
第4弾より実装。一定のレベルに達するとランダムで手に入ることがある。
カードスキル
カプセルユーゴー1弾より登場。一部のカードに最初から実装されている特殊能力。カプセルユーゴー4弾～同6弾まではサポートにカードスキル付きカードを使用した場合、（一部を除き）サポートのカードスキルが1枚目にも適用された。ルーブノキズナ1弾にて廃止され、カードスキル持ちカードを使用してもゲーム中に反映されなくなった。
アシストスキル
ルーブノキズナ1弾より登場。アシストキャラとしてスキャンした際に発動する特殊能力。
ルーブクリスタル
ルーブノキズナ1弾より登場。これを持つカードをアシストキャラとしてスキャンすると、バトルキャラにウルトラマンロッソ・ブルを使用している際にタイプチェンジできる。

## ウルトラカプセル
カプセルユーゴー1弾から使用可能。カードをスキャンし終えた後に2個までスキャンできる。経験値（バトルポイント）が記録され、レベルが高くなるほどカードのステータスをより強化できる他、一定のレベルに達するとオーブクリスタル対応カードのオーブスキルとほぼ同様のカプセルスキルを習得し、さらにLv.21に達すると新たな必殺技を解放できる。このデータは筐体にて無料で確認できる。カプセルスキルは2つまで習得できるのはオーブスキルと同じだがカプセルを2個まで使える関係でゲーム中最大4つまで使用でき、さらに異なるカプセルのものであれば同じスキルでも重複して使用可能。また、カプセルユーゴー1弾からはスペシャルミッションクリア状況がオーブクリスタル対応カードではなくウルトラカプセルに記録されるようになった。カプセルの最大レベルはカプセルユーゴー1弾でLv.20、同2弾でLv.25、同3弾でLv.30。
ルーブノキズナ1弾からは成長要素が廃止された関係でカプセルスキルが使用できなくなったが、後述するようにフュージョンライズは可能。
ゼットヒート1弾から連動自体が廃止された。

## ウルトラアクセスカード・ウルトラメダル
ゼットヒート1弾から使用可能。

## フュージョン
フュージョンアップ
2枚のカードをスキャンしてウルトラマンオーブ（組み合わせ次第で別のウルトラマン）に変身する。ステータスは2枚のいいところ取りをした数値になり、独自の必殺技に加えて2枚のカードが持つ必殺技も（一部を除き）引き継ぐ。オーブではない合体は「ウルトラフュージョン」と呼称され、第4弾から表記が「2体合体」となった。カードに記録されたジュクレンド、オーブスキル、ショウゴウ、アイテムは1枚目のものが使われる。
ウルトラマンギンガストリウムのように、DXオーブリングでは可能だがゲームでは再現されていない組み合わせもある。またゲームオリジナル形態の殆どはDXオーブリングでは必殺技が設定されていない。
第5弾から登場したオーブトリニティは対応する3枚のカードをスキャンする必要があるが、いずれか2枚だけでも（多少制約は受けるが）使用可能。
カプセルユーゴー1弾からは1枚目のカードにしか記録ができなくなり、育てたカード同士でフュージョンアップすることが不可能になった。また、カードのみでフュージョンライズすることはできない。
フュージョンライズ
カプセルユーゴー1弾からの新要素。ウルトラカプセル2個を特定の組み合わせでスキャンすると可能になる。バトル中一度だけ発動可能で、「1枚目のキャラクター（ジード・ベリアル・ゼロ）のフュージョンライズ」かつ「異なる形態」の場合は1枚目のキャラクターが一時的にタイプチェンジを行った上で、それ以外のキャラクターの場合はジード・ゼロビヨンド・ベリアル融合獣が現れた上で必殺技を放つ。対応するキャラクターでも同じ形態となる組み合わせのカプセルをスキャンした場合は使用できない。組み合わせによっては次の弾以降で登場するキャラクターやカード化されておらずフュージョンライズでしか使用できないキャラクターも呼び出すことができる。ヒッサツワザゲージの溜まり具合に関係なく発動可能だが通常の必殺技と同時に使用することはできない。なお、ウルトラカプセルでフュージョンアップすることはできない。
当初オリジナル形態はカード化されていなかったが、カプセルユーゴー2弾からはオリジナル形態もカード化されるようになった。
ルーブノキズナ1弾以降のフュージョンアップ・フュージョンライズ
フュージョンアップはバトルキャラとアシストキャラの組み合わせによって、フュージョンライズはバトルキャラとウルトラカプセルの組み合わせによって、必殺技発動時に選択可能になる。発動するとタイプチェンジを行ってステータスが強化された上で必殺技を放つ。以降はタイプチェンジしたままの状態で戦闘を行う。
ウルトラフュージョン
ゼットヒート1弾からの新要素。ウルトラアクセスカード1枚とウルトラメダル3枚を特定の組み合わせでスキャンすると可能になる。

## ミッションの種類
オーブミッション（1弾～6弾）・ジードミッション（カプセルユーゴー1弾～同6弾）・ルーブミッション（ルーブノキズナ1弾～）
難易度は「かんたん」。テレビ放送と連動したミッション。
キャラクターミッション（1弾～カプセルユーゴー6弾）・カードミッション（ルーブノキズナ1弾～）
難易度は「ふつう」。スキャンしたカードに応じて内容が変わる。カードミッションとなってからは難易度が「むずかしい」になっている。
チャレンジミッション
難易度は「むずかしい」。1弾～カプセルユーゴー6弾まではオーブクリスタル対応カードのレベルに応じて出現するミッションだった。
カプセルミッション（カプセルユーゴー1弾～同6弾）
難易度は「むずかしい」。ウルトラカプセルのレベルに応じて出現するミッション。
スペシャルミッション
難易度は「???」。2弾から定期的に開催されている、期間限定のミッション。全4ミッションで構成され、周回するたびに獲得できるスキルのレア度が上がる。3週までクリア可能。
ゴホウビミッション（4弾～6弾）
難易度は「???」。獲得できるファイトポイントが倍になるミッション。ランダムで出現する。
クロニクルミッション（ルーブノキズナ1弾～）
難易度は「ふつう」。あるテーマに沿ったミッションが一週間ごとに配信される。

## 登場キャラクター
太字は本作品オリジナル形態。

### 1弾より登場
ウルトラ戦士
ウルトラマン、ウルトラマンジャック、ウルトラマンタロウ、ウルトラマンティガ（マルチタイプ）、ウルトラマンティガ（スカイタイプ）、ウルトラマンガイア（V2）、ウルトラマンコスモス（ルナモード）、ウルトラマンマックス、ウルトラマンメビウス、ウルトラマンゼロ、ウルトラマンギンガ、ウルトラマンビクトリー、ウルトラマンエックス
トイ付属 - ウルトラマンヒカリ、ウルトラマンダイナ（フラッシュタイプ）、ゾフィー、ウルトラマンベリアル、ウルトラマンレオ
怪獣・宇宙人
マガバッサー、マガグランドキング、アントラー、ゴモラ、メフィラス星人、ゼットン、ゴルザ
トイ付属 - マガゼットン、マガジャッパ、マガパンドン、ホー、グビラ、レッドキング、エレキング、ベムスター、ブラックキング、ケルビム、ババルウ星人、ジャグラス ジャグラー、マガオロチ
オーブクリスタル非対応 - バルタン星人、ナックル星人、バードン、メルバ、キリエロイド、レイキュバス、デスフェイサー、ガンQ、超コッヴ、ギギ、ダークザギ、ザムシャー
フュージョン
ウルトラマンギンガビクトリー - ウルトラマンギンガ+ウルトラマンビクトリー
ウルトラマンビクトリーナイト - ウルトラマンビクトリー+ウルトラマンヒカリ
ウルトラマンオーブ スペシウムゼペリオン - ウルトラマン+ウルトラマンティガ(マルチタイプ)
ウルトラマンオーブ バーンマイト - ウルトラマンタロウ+ウルトラマンメビウス
ウルトラマンオーブ ハリケーンスラッシュ - ウルトラマンジャック+ウルトラマンゼロ
ウルトラマンオーブ サンダーブレスター - ゾフィー+ウルトラマンベリアル
ウルトラマンオーブ フォトンビクトリウム - ウルトラマンガイア（V2）+ウルトラマンビクトリー
ウルトラマンオーブ フルムーンサナディウム - ウルトラマンコスモス（ルナモード）+ウルトラマンエックス
ウルトラマンオーブ ライトニングアタッカー - ウルトラマンギンガ+ウルトラマンエックス
ウルトラマンオーブ スカイダッシュマックス - ウルトラマンティガ（スカイタイプ）+ウルトラマンマックス
ウルトラマンオーブ ゼペリオンソルジェント - ウルトラマンティガ（マルチタイプ）+ウルトラマンダイナ（フラッシュタイプ）
ウルトラマンオーブ レオゼロナックル - ウルトラマンレオ+ウルトラマンゼロ

### 2弾より登場
ウルトラ戦士
ウルトラセブン、ウルトラマンエース、ウルトラマンダイナ（ミラクルタイプ）
トイ付属 - ウルトラマンアグル、ウルトラマンオーブ（オーブオリジン）
怪獣・宇宙人
トイ付属 - パンドン、ギャラクトロン、ベムラー（強化）、戀鬼（紅蓮騎）、ハイパーゼットンデスサイス、メトロン星人（ラウンドランチャー）
オーブクリスタル非対応 - キングジョー、ベロクロン、テンペラー星人、マグマ星人、ダークバルタン、インペライザー
フュージョン
ウルトラマンメビウス フェニックスブレイブ - ウルトラマンメビウス+ウルトラマンヒカリ
ウルトラマンオーブ サンダーミラクル - ウルトラマンダイナ（ミラクルタイプ）+ウルトラマンベリアル
ウルトラマンオーブ スラッガーエース - ウルトラセブン+ウルトラマンエース
ウルトラマンオーブ ナイトリキデイター - ウルトラマンアグル+ウルトラマンヒカリ
ゼッパンドン - ゼットン+パンドン

### 3弾より登場
ウルトラ戦士
ウルトラマンアグル（V2）、ウルトラマンネクサス（ジュネッス）
怪獣・宇宙人
マガタノオロチ、ノーバ
フュージョン
ウルトラマンオーブ スペシウムシュトローム - ウルトラマン+ウルトラマンネクサス（ジュネッス）

### 4弾より登場
ウルトラ戦士
ウルトラマンオーブ（オリジン・ザ・ファースト）、ウルトラマンティガ（パワータイプ）、ウルトラマンダイナ（ストロングタイプ）
トイ付属 - ウルトラマンジャスティス（クラッシャーモード）、ウルティメイトゼロ
怪獣・宇宙人
ジャグラス ジャグラー（アーリースタイル）、バキシム、ミズノエノリュウ、EXレッドキング
トイ付属 - カイザーベリアル、ダークロプスゼロ、デアボリック、サデス
フュージョン
ウルトラマンレジェンド - ウルトラマンコスモス（ルナモード）+ウルトラマンジャスティス（クラッシャーモード）
ウルトラマンエックス（ウルトラマンゼロアーマー） - ウルティメイトゼロ+ウルトラマンエックス
ウルトラマンオーブ エメリウムスラッガー - ウルトラセブン+ウルトラマンゼロ
ウルトラマンオーブ パワーストロング  - ウルトラマンティガ（パワータイプ）+ウルトラマンダイナ（ストロングタイプ）

### 5弾より登場
怪獣・宇宙人
スーパーヒッポリト星人
トイ付属 - マガタノゾーア、ブルトン
フュージョン
ウルトラマンオーブ オーブトリニティ - ウルトラマンギンガ+ウルトラマンビクトリー+ウルトラマンエックス
ウルトラマンオーブ サンダーストリーム - ウルトラマンアグル+ウルトラマンベリアル
ウルトラマンオーブ メビュームエスペシャリー  - ウルトラマンメビウス+ウルトラマンギンガ

### 6弾より登場
ウルトラ戦士
ウルトラマン80
怪獣・宇宙人
エースキラー、グドン、ツインテール
フュージョン
ウルトラマンオーブ ブレスターナイト - ゾフィー+ウルトラマンヒカリ
ウルトラマンオーブ ストリウムギャラクシー - ウルトラマンタロウ+ウルトラマンマックス

### カプセルユーゴー1弾より登場
ウルトラ戦士
ウルトラマンジード（プリミティブ、ソリッドバーニング、アクロスマッシャー）
怪獣・宇宙人
スカルゴモラ、サンダーキラー
フュージョン限定（次弾でカード化）
ウルトラマンジード（シャイニングミスティック、トライスラッガー）、ウルトラマンゼロ ビヨンド、禍々アークベリアル

### カプセルユーゴー2弾より登場
ウルトラ戦士
ウルトラマンジード（マグニフィセント、ムゲンクロッサー、ブレイブチャレンジャー）、ウルトラの父
怪獣・宇宙人
ペダニウムゼットン、キングギャラクトロン、ザンドリアス

### カプセルユーゴー3弾より登場
ウルトラ戦士
ウルトラマンジード（ロイヤルメガマスター、ファイヤーリーダー、リーオーバーフィスト）、ウルトラマンキング、アストラ
怪獣・宇宙人
ゼガン、キメラベロス、ストロング・ゴモラント、ウルトラマンベリアル（アトロシアス）

### カプセルユーゴー4弾より登場
ウルトラ戦士
ウルトラマンジード（マイティトレッカー、フォトンナイト）

### カプセルユーゴー5弾より登場
ウルトラ戦士
ウルトラマンジード（ウルティメイトファイナル、ダンデイットトゥルース）
怪獣・宇宙人
ベムゼード

### カプセルユーゴー6弾より登場
ウルトラ戦士
ウルトラマンジード（ノアクティブ・サクシード）
怪獣・宇宙人
バーニング・ベムストラ

### ルーブノキズナ1弾より登場
ウルトラ戦士
ウルトラマンロッソ（フレイム、アクア）、ウルトラマンブル（アクア、フレイム）
怪獣・宇宙人
グルジオボーン
フュージョン
ウルトラマンサーガ - ウルトラマンゼロ + ウルトラマンダイナ(フラッシュタイプ) + ウルトラマンコスモス(ルナモード)
タイプチェンジ限定
ウルトラマンロッソ（ウインド）
ウルトラマンブル（ウインド）

### ルーブノキズナ2弾より登場
ウルトラ戦士
ウルトラマンロッソ（ウインド、グランド）、ウルトラマンブル（ウインド、グランド）
怪獣・宇宙人
ウルトラマンオーブダーク

### ルーブノキズナ3弾より登場
ウルトラ戦士
ウルトラマンルーブ
怪獣・宇宙人
ルーゴサイト

### ルーブノキズナ5弾より登場
ウルトラ戦士
ウルトラマングルーブ、: ウルトラウーマングリージョ

### バディチェンジ1弾より登場
ウルトラ戦士
ウルトラマンタイガ、ウルトラマンタイタス、ウルトラマンフーマ、ウルトラマンノア、ウルトラマン（ブラザーズマント）、ウルトラマンタロウ（ブラザーズマント）
怪獣・宇宙人
ウルトラマントレギア

### バディチェンジ2弾より登場
ウルトラ戦士
ウルトラマンタイガ（フォトンアース）、ウルトラマンゼロ（ストロングコロナゼロ、ルナミラクルゼロ）

### バディチェンジ3弾より登場
ウルトラ戦士
ウルトラマンタイガ（トライストリウム）、ウルトラマンエックス（エクシードエックス）、ウルトラマンゼロ（シャイニングウルトラマンゼロ）

### バディチェンジ4弾より登場
ウルトラ戦士
ウルトラマンティガ（ティガダーク、ティガトルネード、ティガブラスト）
怪獣・宇宙人
イーヴィルティガ

### バディチェンジ5弾より登場
ウルトラ戦士
ウルトラマンティガ（グリッターティガ）、ウルトラマンガイア（スプリーム・ヴァージョン）
怪獣・宇宙人
ガタノゾーア

### ゼットヒート1弾より登場
ウルトラ戦士
ウルトラマンゼット（オリジナル、アルファエッジ、ベータスマッシュ）、ウルトラマンレイガ、ウルトラマンゼロ（ウルトラゼロマント）
フュージョン限定
グランセイバードゼロ

### ゼットヒート2弾より登場
ウルトラ戦士
ウルトラマンゼット（ガンマフューチャー）、ウルトラマンジード（ギャラクシーライジング）
怪獣・宇宙人
ファイブキング（ゼットヒート1弾のふたりであそぶモードで敵として先行登場）、ウルトラマンエックスダークネス 、ウルトラマンジードダークネス、グランドキング（ふたりであそぶモードの敵のみ）
フュージョン限定
ウルトラマンゼット（シグマブレスター）

### ゼットヒート3弾より登場
ウルトラ戦士
ウルトラマンゼット（デルタライズクロー）
怪獣・宇宙人
ウルトラダークキラー 、ウルトラマンゼロダークネス、ウルトラマンオーブダークネス
フュージョン限定
ウルトラマンジード（テトライトクロス）

### ゼットヒート4弾より登場
ウルトラ戦士
ウルトラマン（グリッターバージョン）、ウルトラセブン（グリッターバージョン）、ウルトラマンジャック（グリッターバージョン）、ウルトラマンエース（グリッターバージョン）、ウルトラマンティガ（グリッターバージョン）、ウルトラマンダイナ（グリッターバージョン）、ウルトラマンガイア（グリッターバージョン）、ウルトラマンメビウス（グリッターバージョン）

### BEYOND GENERATIONS:01より登場
ウルトラ戦士
ウルトラマントリガー（マルチタイプ）、ウルトラマンギンガストリウム、ウルトラマンガイア（V1）
怪獣・宇宙人
カルミラ、ダーゴン、ヒュドラム、ギガキマイラ（ふたりであそぶモードの敵のみ）

### BEYOND GENERATIONS:02より登場
ウルトラ戦士
ウルトラマントリガー（パワータイプ、スカイタイプ、グリッタートリガーエタニティ）、ウルトラマンリブット
怪獣・宇宙人
トリガーダーク

### BEYOND GENERATIONS:03より登場
ウルトラ戦士
トリガートゥルース、ウルティメイトシャイニングウルトラマンゼロ
怪獣・宇宙人
イーヴィルトリガー、メガロゾーア（第二形態）、アブソリュートタルタロス

### ウルトラディメンション1弾より登場
ウルトラ戦士
ウルトラマンデッカー（フラッシュタイプ）、ウルトラマンエックス（エクシードエックス・ベータスパークアーマー）
怪獣・宇宙人
ミクラス、アギラ、ウインダム、グリーザ（8月4日にふたりであそぶモードの敵として追加）

### ウルトラディメンション2弾より登場
ウルトラ戦士
ウルトラマンデッカー（ストロングタイプ、ミラクルタイプ）、ウルトラマンコスモス（フューチャーモード）、ウルトラマンジャスティス（スタンダードモード）
怪獣・宇宙人
テラフェイザー、セブンガー、スフィアザウルス、スフィアゴモラ、スフィアメガロゾーア（第二形態）

### ウルトラディメンション3弾より登場
ウルトラ戦士
ウルトラマンデッカー（ダイナミックタイプ）、ウルトラマンディナス、ウルトラマンレグロス
怪獣・宇宙人
マザースフィアザウルス、スフィアジオモス、モンスアーガー、スフィアネオメガス、スフィアソルジャー

## 声の出演
一部のウルトラヒーローは掛け声のみ。
- ウルトラマン、ゾフィー、ウルトラマンジャック - 中曽根雅夫（ライブラリ出演）
- ウルトラセブン - 森次晃嗣
- ウルトラマンエース - 納谷悟朗（ライブラリ出演）
- ウルトラマンタロウ - 石丸博也、 篠田三郎（カードスキャン時）
- ウルトラマンレオ - 真夏竜
- ウルトラマン80 - 長谷川初範
- ウルトラマンティガ - 真地勇志
- ウルトラマンダイナ - つるの剛士
- ウルトラマンガイア - 吉岡毅志
- ウルトラマンアグル - 高野八誠
- ウルトラマンマックス - 中井和哉
- ウルトラマンメビウス - 五十嵐隼士
- ウルトラマンヒカリ、ナイトティンバー音声 - 難波圭一（ウルトラマンヒカリは掛け声のみ）
- ウルトラマンベリアル - 小野友樹、宮迫博之（掛け声）
- ウルトラマンゼロ - 宮野真守
- ウルトラマンギンガ / ウルトラマンギンガビクトリー - 根岸拓哉
- ウルトラマンビクトリー / ウルトラマンギンガビクトリー - 宇治清高
- ウルトラマンエックス - 中村悠一
- ウルトラマンオーブ - 石黒英雄
- 夢野ナオミ - 松浦雅
- オーブリング音声 - 櫻井孝宏
- ウルトラマンジード - 濱田龍臣
- ジードライザー音声 - 檜山修之、松本健太
- ウルトラマンロッソ - 平田雄也
- ウルトラマンブル - 小池亮介
- ウルトラウーマングリージョ - 其原有沙
- ウルトラマントレギア - 内田雄馬
- ウルトラマンタイガ - 寺島拓篤
- ウルトラマンタイタス - 日野聡
- ウルトラマンフーマ - 葉山翔太
- メフィラス星人 - 加藤精三（ライブラリ出演）
- ナックル星人 - 中尾隆聖
- ザムシャー - 菅谷勇
- テンペラー星人 - 郷里大輔（ライブラリ出演）
- ジャグラス ジャグラー - 青柳尊哉（第4弾より）

## テーマソング
「フュージョンファイト！」
作詞・作曲・編曲 - 小林和博（スーパースィープ） / 歌 - ボイジャー
『ウルトラマンオーブ』主題歌CDに収録。

## リリース
- 2016年7月18日 - 先行稼働
- 2016年7月28日 - 1弾稼働開始
- 2016年9月29日 - 2弾稼働開始
- 2016年11月24日 - 3弾稼働開始
- 2017年1月19日 - 4弾稼働開始
- 2017年3月16日 - 5弾稼働開始
- 2017年5月18日 - 6弾稼働開始
- 2017年7月6日 - カプセルユーゴー1弾稼働開始
- 2017年9月7日 - カプセルユーゴー2弾稼働開始
- 2017年11月9日 - カプセルユーゴー3弾稼働開始
- 2018年1月18日 - カプセルユーゴー4弾稼働開始
- 2018年3月15日 - カプセルユーゴー5弾稼働開始
- 2018年5月17日 - カプセルユーゴー6弾稼働開始
- 2018年7月12日 - ルーブノキズナ1弾稼働開始
- 2018年9月13日 - ルーブノキズナ2弾稼働開始
- 2018年11月15日 - ルーブノキズナ3弾稼働開始
- 2019年1月24日 - ルーブノキズナ4弾稼働開始
- 2019年3月28日 - ルーブノキズナ5弾稼働開始
- 2019年7月11日 - バディチェンジ1弾稼働開始
- 2019年9月12日 - バディチェンジ2弾稼働開始
- 2019年11月14日 - バディチェンジ3弾稼働開始
- 2020年1月23日 - バディチェンジ4弾稼働開始
- 2020年3月26日 - バディチェンジ5弾稼働開始
- 2020年6月25日 - ゼットヒート1弾稼働開始
- 2020年9月17日 - セットヒート2弾稼働開始
- 2020年12月10日 - セットヒート3弾稼働開始
- 2021年3月4日 - セットヒート4弾稼働開始
- 2021年7月15日 - BEYOND GENERATIONS:01稼働開始
- 2021年11月4日 - BEYOND GENERATIONS:02稼働開始
- 2022年3月18日 - BEYOND GENERATIONS:03稼働開始
- 2022年7月7日 - ウルトラディメンション1弾稼働開始
- 2022年10月20日 - ウルトラディメンション2弾稼働開始
- 2023年3月2日 - ウルトラディメンション3弾稼働開始

## イベント・キャンペーン
- 2016年6月16日 - ウルトラマンSHOP限定特製カードプレゼントキャンペーン
- 2016年7月9日 - 『黄金のウルトラマン』カードをゲット!キャンペーン
- 2016年7月30日 - お店で『銀のウルトラマンティガ』をゲット
- 2016年7月30日 - 8月28日 - 夏休み限定4週連続ミッション
- 2016年7月30日 - 8月16日 - バトルポイント+100%イベント
- 2016年9月29日 - 10月2日 ファイトポイント2倍 スタートダッシュキャンペーン
- 2016年10月8日 - 10月21日 2弾スペシャルミッションVol.1『ウルトラマンオーブとファイト!』
- 2016年10月22日 - 11月4日 2弾スペシャルミッションVol.2『魔王獣襲来!』
- 2016年11月5日 - 11月20日 2弾スペシャルミッションVol.2『立ちはだかる合身戦士!』
- 2016年11月24日 - 11月27日 ファイトポイント2倍 3弾スタートダッシュキャンペーン
- 2016年12月3日 - 12月16日 3弾スペシャルミッションVol.1 『極寒の超決戦』
- 2016年12月17日 - 12月30日 3弾スペシャルミッションVol.2『大魔王獣凶襲』
- 2017年1月7日 - 1月15日 3弾スペシャルミッションVol.3 『灼熱地獄の激闘!』
- 2017年1月19日 - 1月22日 ファイトポイント2倍 4弾スタートダッシュキャンペーン
- 2017年1月28日 - 2月10日 4弾スペシャルミッションVol.1 『「クグツ怪獣」に挑め!』
- 2017年2月11日 - 2月24日 4弾スペシャルミッションVol.2 『「4大ウルトラヒーロー」に挑め!』
- 2017年2月25日 - 3月10日 4弾スペシャルミッションVol.3 『「闇を抱きし銀河皇帝」に挑め!』
- 2017年3月11日 - 3月24日 スペシャルミッション第10弾 『「新たなる脅威」に挑め!』
- 2017年3月16日 - 3月19日 ファイトポイント2倍 5弾スタートダッシュキャンペーン
- 2017年3月25日 - 4月7日 5弾スペシャルミッションVol.1『「荒野に集いし強者たち」に挑め!』
- 2017年4月8日 - 4月21日 5弾スペシャルミッションVol.2『「機械怪獣大行進!!」に挑め!』
- 2017年4月29日 - 5月7日 5弾スペシャルミッションVol.3『「4大ウルトラマンたちとファイト!!」に挑め!』
- 2017年5月20日 - 6月2日 6弾スペシャルミッションVol.1『「ゼットンの系譜」に挑め!』
- 2017年6月3日 - 6月16日 6弾スペシャルミッションVol.2『「銀河の果ての超決戦」に挑め!』
- 2017年6月17日 - 7月2日 6弾スペシャルミッションVol.3『「進め!銀河のはてまでも」に挑め!』
- 2017年7月6日 - 7月9日 バトルポイント2倍 カプセルユーゴー1弾スタートダッシュキャンペーン
- 2017年7月15日 - 7月28日 カプセルユーゴースペシャルミッション1弾『ユーゴー!アイ、ゴー!ヒア、ウィ・ゴー!』
- 2017年7月29日 - 8月11日 カプセルユーゴースペシャルミッション2弾『ニュージェネレーションヒーローズ!!』
- 2017年8月11日 - 8月20日 バトルポイント2倍 夏休みボーナスキャンペーン
- 2017年8月12日 - 8月25日 カプセルユーゴースペシャルミッション3弾『ネオ・フュージョンライズ!!』
- 2017年9月7日 - 9月10日 バトルポイント2倍 カプセルユーゴー2弾スタートダッシュキャンペーン
- 2017年9月7日 - ベリアル百体合体!ベリュドラカプセルキャンペーン
- 2017年9月9日 - 9月22日 カプセルユーゴースペシャルミッション4弾『父の背中』
- 2017年9月23日 - 10月6日 カプセルユーゴースペシャルミッション5弾『忍び寄る星人の影』
- 2017年10月7日 - 10月20日 カプセルユーゴースペシャルミッション6弾『無限の可能性』
- 2017年10月21日 - 11月3日 カプセルユーゴースペシャルミッション7弾『目覚めし時空破壊神』
- 2017年11月4日 - 11月17日 カプセルユーゴースペシャルミッション8弾『闇夜を照らせ 光の戦士よ』
- 2017年11月18日 - 12月1日 カプセルユーゴースペシャルミッション9弾『宇宙怪獣大進撃』
- 2017年12月2日 - 12月15日 カプセルユーゴースペシャルミッション10弾『闇のチカラを乗り越えて』
- 2017年12月16日 - 12月29日 カプセルユーゴースペシャルミッション11弾『宇宙無双の力』
- 2017年12月28日 - 2018年1月8日 バトルポイント2倍 冬休みボーナスキャンペーン
- 2017年12月30日 - 2018年1月12日 カプセルユーゴースペシャルミッション12弾『つながる光、絆の力!』
- 2018年1月18日 - 1月26日 バトルポイント2倍 カプセルユーゴー4弾スタートダッシュキャンペーン
- 2018年1月18日 - 2月12日 ファイトポイント2倍 『ウルトラマンオーブ THE CHRONICLE』放送記念ファイトポイントボーナス

## アプリ
『ウルトラマン フュージョンファイト! ウルトラファイル』
2022年12月配信のアプリ。カードをスキャンすることができ、コレクションファイルとして記憶したり、カードバトルゲームが可能。

## 関連商品
特筆がないものは全てバンダイより発売。

### 玩具
- DXオーブリング
- DXウルトラフュージョンカードホルダー
- DXオーブカリバー
- オフィシャル4ポケットバインダーセット
- ウルトラフュージョンカードシリーズ
- ウルトラ怪獣オーブ / ウルトラ怪獣DX（ソフビ人形シリーズ）
- DXダークリング（プレミアムバンダイ限定）
- DXジードライザー
- DXウルトラカプセルシリーズ
- DXウルトラカプセルホルダー&ベルト
- ガシャポンウルトラカプセルシリーズ
- DXウルトラゼロアイNEO
- DXキングソード
- DXギガファイナライザー
- DXウルトラゼットライザー
- DXゼットホルダー
- DXウルトラメダルシリーズ
- DXウルトラディーフラッシャー
- ウルトラディメンションカードホルダー
- DXウルトラディメンションカードシリーズ
- ウルトラデュアルソード

### 書籍
- ウルトラマンオーブファンブック TV&カードゲーム完ぺきガイド（小学館）ISBN 978-4-09-105156-1（オーブクリスタル非対応）

### 食品
- ウルトラマン フュージョンファイト!ウエハース（オーブクリスタル非対応）
- ウルトラヒーローフィッシュソーセージ（丸大食品）[3]（オーブクリスタル非対応）
- SGウルトラカプセル
- SGウルトラメダル
- ウルトラディメンションカードウエハース

### CD
- 最新ウルトラマン主題歌ベスト ウルトラマンオーブ（日本コロムビア）（オーブクリスタル非対応）
- 水木一郎 グレイテスト★ウルトラマンソングス（日本コロムビア）（オーブクリスタル非対応）

### その他
- ウルトラマンオーブ アパレル関連商品